# Иоганн Георг Бранденбург-Ягерндорфский
Иоганн Георг фон Бранденбург (16 декабря 1577 или 16 декабря 1577, Вольмирштедт, Саксония-Анхальт — 2 марта 1624, Левоча, Спишска-Нова-Вес) — немецкий дворянин. С 1592 года по 1604 годы был епископом Страсбурга, с 1592 года по 1604 год был
герцогом Егерндорфа.

## Биография
Родился в Вольмерштедте, Иоганн Георг был вторым сыном курфюрста Иоакима Фридриха Бранденбургского и Екатерины фон Бранденбург-Кюстрин. Как и все мужчины в династии, он владел титулом Марграф Бранденбурга в качестве титула вежливости. Вместе со своим братом Иоганном Сигизмундом его отправили учиться в Страсбургский университет в 1588 году. Там братья попали под влияние кальвинистского учения.
После смерти епископа Иоганна фон Мандершайда протестантское большинство в главе Страсбургской епархии избрало 15-летнего Иоганна Георга для управления епархией 20 мая 1592. Это решение было призвано объединить протестантов по всей Германии. Католическое меньшинство избрало кардинала Карла Лотарингского в оппозицию Иоганну. После двенадцатилетней войны в Страсбурге, которая завершилась Хагененовым договором от 22 ноября 1604 года, Иоганн уступил епархию Карлу, за что получил вознаграждение.
В 1607 году отец Иоганна Георга передал ему Герцогство Егерндорф, которое ранее принадлежало Георгу Фридриху, маркграфу Ансбаха. Император Рудольф II отказался признать Иоганна герцогом Егерндорфа, отказался. Однако преемники Рудольфа, Маттиас и Фердинанд II, но приняли клятву верности от Иоганну в 1611 и 1617 годах соответственно. Спор по обещаниям не был урегулирован 17 мая 1618 года, в этот день легитимность правления Иоганном стала окончательной.